# 2006 en sport automobile
Chronologie du Sport automobile
2005 en sport automobile - 2006 en sport automobile - 2007 en sport automobile
Les faits marquants de l'année 2006 en Sport automobile

## Par mois

### Janvier
- 31 décembre au 15 janvier, Rallye Paris-Dakar : le Français Luc Alphand s'impose en voiture sur une Mitsubishi.
- 22 janvier, Championnat du monde des rallyes 2006 : le Finlandais Marcus Grönholm enlève sur une Ford le Rallye automobile Monte-Carlo devant le Français Sébastien Loeb (Citroën) et le Finlandais Toni Gardemeister (Peugeot).

### Février
- 5 février, Rallye, Championnat du monde des rallyes 2006 : le Finlandais Marcus Grönholm enlève sur une Ford le Rallye de Suède devant le Français Sébastien Loeb à 30 secondes et le Suédois Daniel Carlsson à près de trois minutes.

### Mars
- 12 mars : Championnat du monde de Formule 1 2006 : ouverture de la saison 2006 de Formule 1 avec une victoire du champion du monde en titre Fernando Alonso, lors du Grand Prix de Bahreïn.
- 12 mars : Le Team France remporte la Coupe du monde A1.
- 19 mars, (Formule 1) : Grand Prix automobile de Malaisie.

### Avril
- 2 avril, Formule 1, Grand Prix d'Australie.
- 9 avril, Rallye, Tour de Corse : le Français Sébastien Loeb remporte cette manche du Championnat du monde des rallyes 2006 devant le finlandais Marcus Grönholm.
- 23 avril, Formule 1, Grand Prix de Saint-Marin : Michael Schumacher, avec sa 66e pole position, bat le record établi par Ayrton Senna la veille de sa mort en 1994 sur ce même circuit.
- 30 avril, Rallye, Rallye d'Argentine : le Français Sébastien Loeb remporte sa quatrième manche consécutive du Championnat du monde des rallyes 2006 devant le norvégien Petter Solberg.

### Mai
- 7 mai, Formule 1, Grand Prix automobile d'Europe : l'Allemand Michael Schumacher remporte son 86e grand prix devant l'Espagnol Fernando Alonso. Le Français Franck Montagny dispute son premier Grand Prix de Formule 1 au sein de l'équipe japonaise Super Aguri F1
- 14 mai, Formule 1, Grand Prix automobile d'Espagne : l'Espagnol Fernando Alonso remporte son 3e grand prix de la saison devant l'allemand Michael Schumacher
- 21 mai, Rallye, Rallye de Sardaigne : le Français Sébastien Loeb remporte sa cinquième manche consécutive du Championnat du monde des rallyes 2006. Son adversaire Marcus Grönholm a de nouveau abandonné victime d'une pierre qui a sectionné son carter d'huile.
- 21 mai, Champcar : le Français Sébastien Bourdais remporte à Monterrey au Mexique sa troisième course de la saison en trois courses.
- 28 mai, Formule 1, Grand Prix automobile de Monaco: l'Espagnol Fernando Alonso remporte son premier grand prix de Monaco devant Juan Pablo Montoya et David Coulthard
- 28 mai, IndyCar : Sam Hornish Jr remporte les 500 miles d'Indianapolis en soufflant la victoire au jeune Marco Andretti dans les tout derniers mètres.

### Juin
- 4 juin, Rallye, Rallye de l'Acropole : le Finlandais Marcus Grönholm met fin à la série de cinq victoires consécutives du Français Sébastien Loeb en remportant l'Acropole.
- 4 juin, Champcar : le Français Sébastien Bourdais remporte à Milwaukee sa quatrième course de la saison.
- 11 juin, Formule 1, Grand Prix automobile de Grande-Bretagne: l'Espagnol Fernando Alonso remporte son cinquième grand prix de la saison devant Michael Schumacher et Kimi Räikkönen.
- 17 au 18 juin, 24 Heures du Mans : Audi rentre dans l'histoire en étant la première équipe à remporter les 24 heures sur une voiture propulsée par un moteur diesel, le TDI. la voiture de Frank Biela, Emanuele Pirro et Marco Werner devance la Pescarolo-Judd de Eric Hélary, Franck Montagny et Sébastien Loeb.
- 18 juin, Champcar : l'Américain A.J. Allmendinger remporte le Grand Prix de Portland, 5e épreuves de la saison.
- 25 juin, Formule 1, Grand Prix automobile du Canada: l'Espagnol Fernando Alonso remporte son premier grand prix sur le circuit Gilles Villeneuve devant l'Allemand Michael Schumacher et le Finlandais Kimi Räikkönen.
- 25 juin, Champcar : l'Américain A.J. Allmendinger remporte sa deuxième victoire consécutive. Le Français Sébastien Bourdais, en tête du championnat, a été accidenté puis brièvement hospitalisé.

### Juillet
- 2 juillet, Formule 1, Grand Prix automobile des États-Unis : les Ferrari réalisent le doublé sur le circuit d'Indianapolis, Michael Schumacher remportant ainsi sa 87e victoire.
- 9 juillet, Champcar : troisième victoire consécutive de l'Américain A.J. Allmendinger lors du Grand Prix de Toronto.
- 16 juillet, Formule 1 : l'Allemand Michael Schumacher remporte le Grand Prix de France, doyen des grand prix automobile, qui fêtait son centenaire.
- 23 juillet, Champcar : le Britannique Justin Wilson remporte sa première victoire de la saison. Le Français Sébastien Bourdais, deuxième, conserve la première place au classement général.
- 30 juillet, Formule 1 : l'Allemand Michael Schumacher remporte le Grand Prix automobile d'Allemagne. Le championnat est relancé. C'est aussi la dernière course du champion du monde 1997 Jacques Villeneuve.
- 30 juillet, Champcar : victoire du Français Sébastien Bourdais lors du Grand Prix de San José.

### Août
- 6 août : pour le Grand Prix de Hongrie, treizième épreuve de la saison, l'éternel espoir anglais, Jenson Button, (Honda), voit enfin, à sa 114e course, la victoire lui sourire. Il remporte la course en devançant Pedro de la Rosa (McLaren) (2e) et Nick Heidfeld (BMW Sauber) (3e), qui complètent ce podium inédit.
- 13 août, Rallye d'Allemagne : victoire du Français Sébastien Loeb sur Citroën Kronos, devant son coéquipier espagnol Daniel Sordo et le Finlandais Marcus Grönholm.
- 20 août, Rallye : arrivée du Rallye de Finlande et victoire du Finlandais Marcus Grönholm, Sébastien Loeb, deuxième, reste en tête du championnat.
- 27 août : 
  - Lors du Grand Prix de Turquie, le jeune pilote brésilien Felipe Massa (Ferrari) remporte la première victoire de sa carrière en devançant les deux champions du monde, l'Espagnol Fernando Alonso (Renault) (2e) et l'Allemand Michael Schumacher (Ferrari) (3e), après avoir obtenu sa première pole position la veille.
  - Champcar : le Français Sébastien Bourdais remporte sa sixième victoire de la saison sur le circuit de l'île Notre Dame à Montréal.

### Septembre
- 3 septembre, Rallye : arrivée du Rallye du Japon et victoire du Français Sébastien Loeb.
- 10 septembre : à l'issue du Grand Prix d'Italie, au cours duquel il a remporté la 90e victoire de sa carrière, le septuple champion du monde allemand Michael Schumacher, très ému, annonce qu'il prendra sa retraite à l'issue de la saison 2006.
- 23 septembre, Champcar : l'américain A.J. Allmendinger remporte sa cinquième victoire cette saison lors du Grand Prix d'Elkhart Lake.
- 24 septembre, Rallye : arrivée du Rallye de Chypre et victoire du Français Sébastien Loeb qui conforte sa première place du championnat.

### Octobre
- 1er octobre, Formule 1, Grand Prix de Chine : l'Allemand Michael Schumacher s'impose sur Ferrari et revient à hauteur de l'Espagnol Fernando Alonso au classement général des pilotes à deux courses de la fin de la saison.

- 8 octobre (Formule 1) : l'Espagnol Fernando Alonso profite de l'abandon de son rival l'Allemand Michael Schumacher pour remporter le Grand Prix du Japon, avant-dernière épreuve de la saison. Il lui suffira de marquer un point lors du dernier Grand Prix pour être sacré champion du monde pour la deuxième fois.

- 22 octobre, Formule 1, Grand Prix du Brésil : l'Espagnol Fernando Alonso devient champion du monde pour la seconde année consécutive à l'issue du dernier Grand Prix de la saison remporté par Felipe Massa

- 29 octobre :
  - Rallye : le Français Sébastien Loeb devient champion du monde pour la troisième année consécutive à l'issue du Rallye d'Argentine. Il bénéficie de la sortie de route de son rival finlandais Marcus Grönholm lors de la première étape, et qui ne peut finir mieux que 5e. C'est le coéquipier de celui-ci chez Ford, Mikko Hirvonen qui remporte le rallye.
  - ChampCar : le Français Sébastien Bourdais remporte le championnat américain ChampCar pour la troisième année consécutive.

## Décès
- 3 janvier : Giuseppe Busso, ingénieur italien spécialisé dans l'automobile, (° 27 avril 1913).
- 6 février : Karl von Wendt, pilote automobile et entrepreneur allemand, (° 28 avril 1937).
- 28 mai : Johnny Servoz-Gavin, pilote automobile.
- 3 juin : Doug Serrurier, pilote automobile.
- 5 juin : Henri Magne, pilote automobile.
- 16 août : Perry Roe, pilote rallye britannique décédé lors d'un accident de 4x4 en Turquie.